# Not Guilty (film 1915)
Not Guilty è un film muto del 1915 diretto da Joseph A. Golden. La sceneggiatura si basa su Justice, lavoro teatrale di Edgar James andato in scena a New York il 3 aprile 1915.

## Trama
Innamorato di Dora, Ed Andrews mette con lei su famiglia. Il matrimonio viene poi allietato dalla nascita di una figlia. Per festeggiare l'evento, Ed va al bar con l'amico George Gardner. Ma questi, dopo qualche bicchiere di troppo, finisce a litigare con Jim Matthews, il fratello di quello che è stato il rivale in amore di Ed. Lo colpisce con un pugno e Matthews, cadendo, va a battere con la testa contro il marciapiede. George scappa, mentre Ed tenta di aiutare il ferito, ma la gente che si è radunata lì intorno comincia a minacciarlo. Lui scappa, ma viene subito catturato e, la mattina dopo, multato per condotta disordinata. Sta per essere rilasciato, quando giunge la notizia che Matthews è morto.

Il fratello del morto, Tom, detective del distretto, quattro mesi dopo giura che Jim è rimasto ucciso mentre cercava di sventare una rapina. Ed, che era stato arrestato, viene condannato a morte per omicidio. Dora, non resistendo al dolore, ne ha il cuore spezzato e muore. La madre di Ed si prende allora cura della piccola e ricorre al governatore con una supplica per cercare di salvare il figlio. La sentenza viene commutata in carcere a vita.

Diciannove anni dopo, sua figlia si innamora di Paul, il figlio dell'uomo che lo aveva mandato in prigione. In una città lontana, George, prima di morire, dice la verità sull'aggressione. Ed viene graziato e incontra per la prima volta sua figlia nell'ufficio del direttore del carcere.

Ritrovata la libertà, mentre un giorno sta pranzando sulla spiaggia con la figlia, Ed corre in soccorso di un uomo che sta per affogare. Quando però ne porta il corpo sulla spiaggia, si rende conto che quello ormai è morto. Lo riconosce: è Tom Matthews, colui che gli ha rovinato la vita con una falsa testimonianza. Ma ora sente che nulla può più restituirgli gli anni passati in carcere e la sua giovinezza, la vita sprecata e la moglie che amava.

## Produzione
Il film fu prodotto dalla Triumph Films con il titolo di lavorazione Justice. Alcune scene vennero girate nel carcere di Sing Sing, nell'ufficio del governatore dello stato di New York ad Albany e nella stanza ufficiale del governatore a Washington, al Campidoglio.

## Distribuzione
Il copyright del film, richiesto dalla Triumph Film Corp., fu registrato il 16 ottobre 1915 con il numero LP6903.

Distribuito dalla Equitable Motion Pictures Corporation, il film uscì nelle sale statunitensi il 29 novembre 1915. Nel 1920, la Aywon Film ne curò una riedizione distribuita con il titolo Justice.
Non si conoscono copie ancora esistenti della pellicola che viene considerata presumibilmente perduta.